# Державний національний природний парк «Тарбагатай»
Державний національний природний парк «Тарбагатай» (каз. «Тарбағатай» мемлекеттік ұлттық табиғи паркі) — національный парк в Урджарському районі Абайської області Казахстану. Створений згідно з Постановою Уряду Казахстану № 382 від 27 червня 2018 року.
Національний парк «Тарбагатай» створений для збереження природних систем південного схилу хребта Тарбагатай, а також гір Карабас та Аркали, і долин річок Уржар, Катинсу, Емель.
Тут зростає понад 1600 видів судинних рослин, 19 видів риб, 23 види плазунів, більше 270 видів птахів, 60 видів ссавців .
Флора становить десятки ендеміків власне Тарбагата, наприклад: мертензія тарбагатайська (Mertensia tarbagataica), стелеропсис тарбагатайський (Stelleropsis tarbagataica), акантолимон тарбагатайський (Acantholimon tarbagataicum).

## Галерея

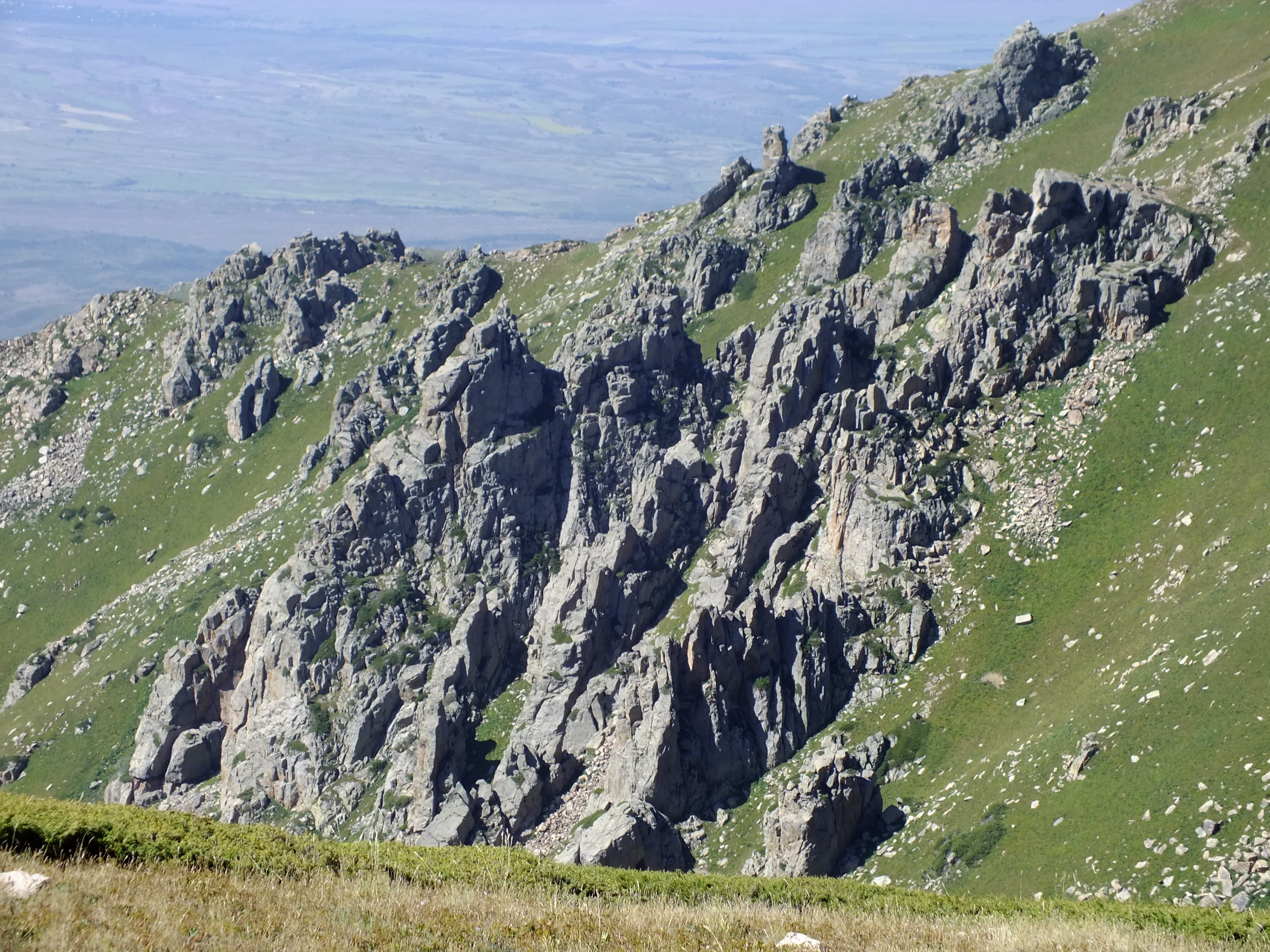
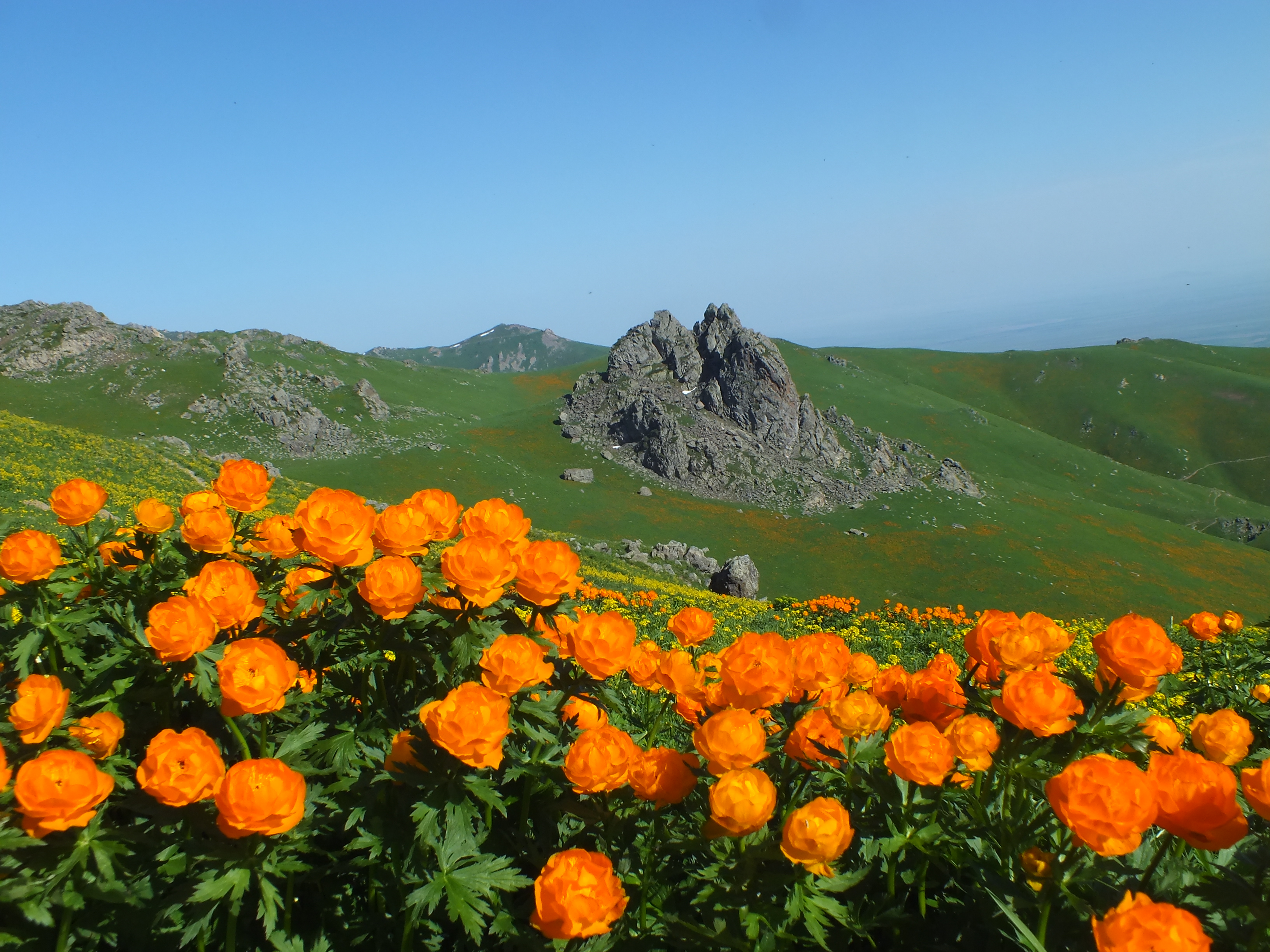